# Aymama
Aymama es una agrupación folclórica argentina formada a finales del año 2005. Está integrada por   la rionegrina Mora Martínez (voz y percusión), y las bonaerenses Florencia Giammarche (guitarra y voz) y Paula Suárez (piano y voz).

## Discografía
- 2007 - Folclore Argentino
- 2011 - Canta María Elena Walsh